# Tiro con arco en los Juegos Parapanamericanos

Tiro con arco

La prueba de tiro con arco fue admitida en los Juegos Parapanamericanos desde la cuarta edición que se celebró en Guadalajara en México en 2011.

## Ediciones
| Edición | Año  | Sede             | País      | Ganador Medallero    |
| ------- | ---- | ---------------- | --------- | -------------------- |
|         | 1999 | Ciudad de México | México    | No disputado         |
|         | 2003 | Mar del Plata    | Argentina | No disputado         |
|         | 2007 | Rio de Janeiro   | Brasil    | No disputado         |
| I       | 2011 | Guadalajara      | México    | Estados Unidos (USA) |
| II      | 2015 | Toronto          | Canadá    | No disputado         |
|         | 2019 | Lima             | Perú      | Estados Unidos (USA) |
| III     | 2023 | Santiago         | Chile     | Estados Unidos (USA) |

## Medallero Histórico
Actualizado Santiago 2023
| Núm. | País                 | Oro | Plata | Bronce | Total |
| ---- | -------------------- | --- | ----- | ------ | ----- |
| 1    | Estados Unidos (USA) | 7   | 4     | 7      | 14    |
| 2    | Brasil (BRA)         | 3   | 1     | 0      | 4     |
| 3    | México (MEX)         | 2   | 0     | 1      | 3     |
| 4    | Canadá (CAN)         | 1   | 2     | 1      | 4     |
| 5    | Costa Rica (CRC)     | 1   | 1     | 0      | 2     |
| 6    | Perú (PER)           | 1   | 0     | 0      | 1     |
| 7    | Colombia (COL)       | 0   | 2     | 2      | 4     |
| 8    | Chile (CHI)          | 0   | 2     | 1      | 3     |
| 9    | Ecuador (ECU)        | 0   | 1     | 0      | 1     |

- Datos: Q65164829